# 暖水镇
暖水镇，是中华人民共和国湖南省郴州市汝城县下辖的一个乡镇级行政单位。

## 行政区划
暖水镇下辖以下地区：
罗泉村、双联村、东村、巷头村、曹家村、北水村、双溪村、泉源村、蒋步村和白沟村。